# Hesperochernes tamiae
Hesperochernes tamiae är en spindeldjursart som beskrevs av Beier 1930. Hesperochernes tamiae ingår i släktet Hesperochernes och familjen blindklokrypare. Inga underarter finns listade i Catalogue of Life.